# Rhodiola rosea
Espèce
Pour les articles homonymes, voir orpin.
L'Orpin rose, rhodiola, rhodiole, racine d’or ou racine arctique (Rhodiola rosea, synonyme Lignum rhodium) est une espèce de plante de la famille des crassulaceae. Elle pousse dans les régions froides telles l'Arctique, les montagnes d'Asie centrale, les montagnes Rocheuses, et les régions montagneuses d'Europe, telles les Alpes, les Pyrénées, et les Carpates, la Scandinavie, l'Islande, le Royaume-Uni et l'Irlande.  Cette plante vivace pousse jusqu'à 3 000 mètres d'altitude.  Plusieurs rejets poussent de la même racine épaisse.  Les rejets font entre 5 et 35 cm de haut.  Rhodiola rosea est dioïque – une plante mâle et femelle séparée.

## Utilisation

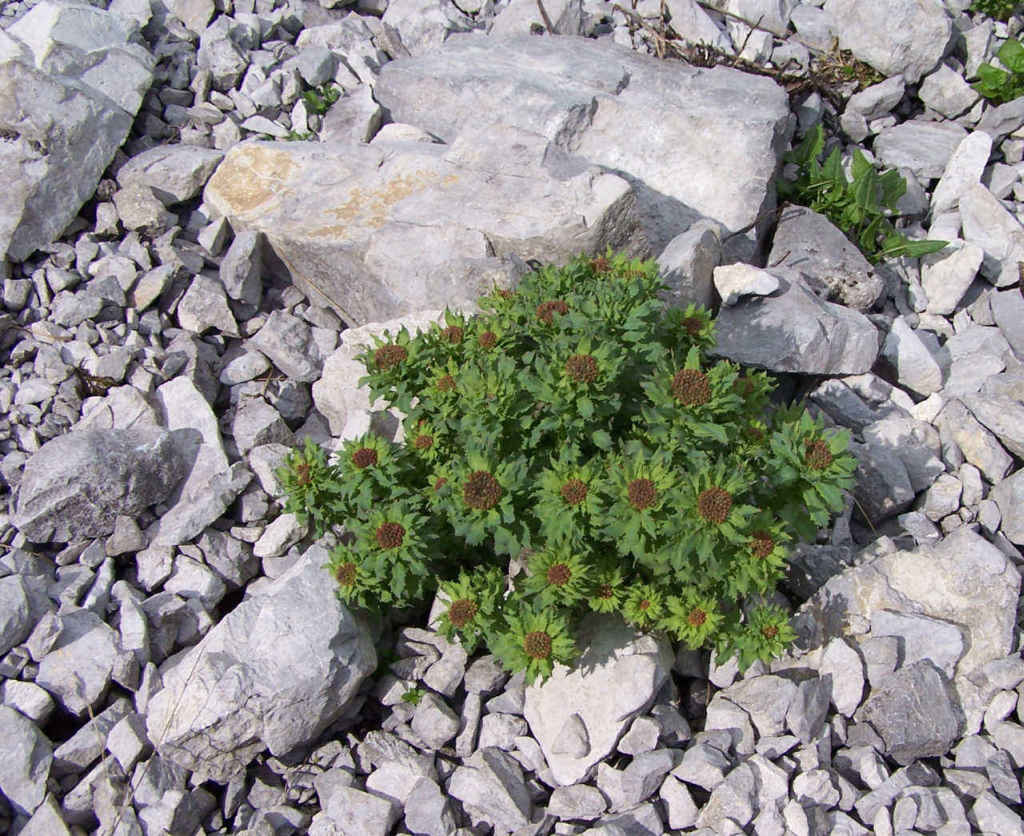
Plante

Rhodiola rosea peut améliorer les états dépressifs. Des études pilote menées sur des patients,, montrent une amélioration des performances physique et mentale, et une réduction de la fatigue.
L’hypothèse est que Rhodiola rosea modifierait les niveaux de sérotonine et dopamine en inhibant la monoamine oxydase et ses influences sur les peptides opioïdes, telles les bêta-endorphines, bien que ces mécanismes neurochimiques spécifiques n'aient pas été clairement démontrés par des études scientifiques.
Rhodiola rosea est classée comme adaptogène, qui diffère donc des stimulants comme la nicotine et l'amphétamine. Le facteur adaptogène a moins d’efficacité et des effets physiologiques différents des stimulants.
En Russie et Scandinavie, R. rosea est utilisée depuis des siècles pour lutter contre le climat Sibérien et son effet stressant[réf. obsolète]. Ces effets ont été mis en évidence en laboratoire suivant des protocoles de stress sur le nématode C. elegans, et sur des rats chez lesquels Rhodiola rosea a diminué les effets du stress sur l'appétit, l'activité physique, la prise de poids et le cycle œstral.
La plante est utilisée en médecine traditionnelle chinoise, sous le nom hóng jǐng tiān (红景天).

## Composés phytochimiques et effets potentiels sur la santé

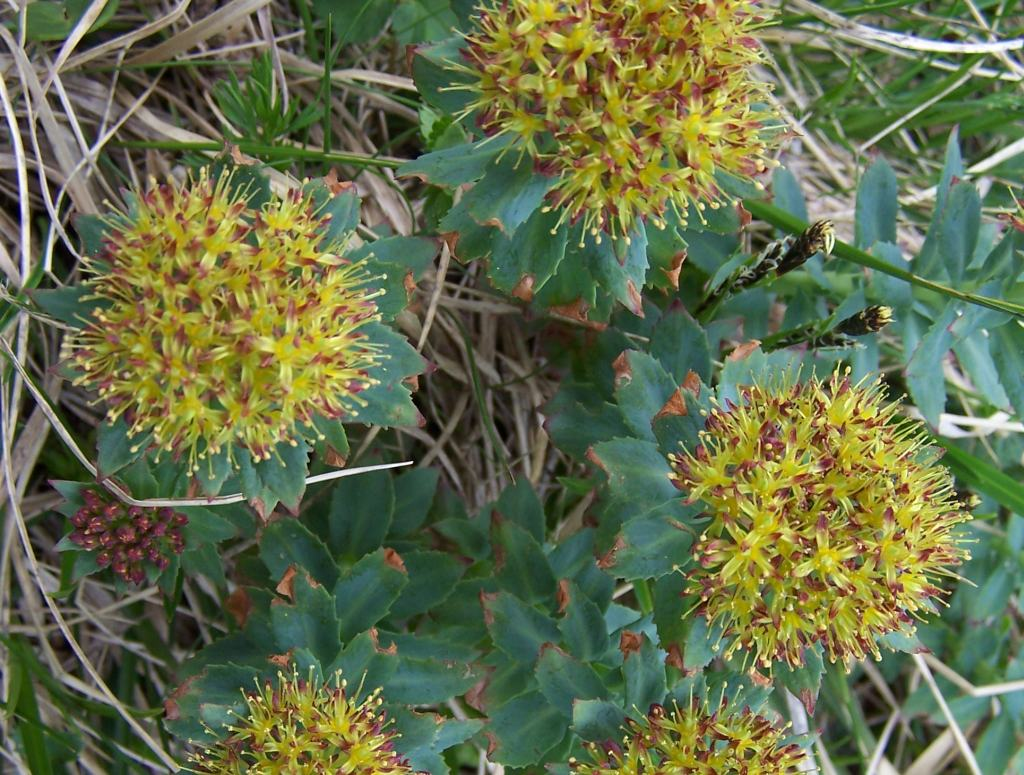
En fleur

Rhodiola rosea contient des composés qui contribueraient à ses effets, incluant la classe des rosavines : rosavines, rosarines, et rosines. Certaines études ont suggéré que les composés les plus actifs seraient les rhodiolosides et le tyrosol, d'autres composés étant inactifs quand administrés seuls, mais montrant un effet de synergie lorsque la rhodioloside, la rosavine, la rosarine et la rosine sont combinées. L'analyse de Rhodiola rosea et ses extraits est réalisée par chromatographie en phase liquide à haute performance afin de vérifier la présence des marqueurs de salidroside, rosarine, rosavine, rosine et rosiridine.
La rosavine, rosarine, rosine et salidroside (et parfois p-tyrosol, rhodioniside, rhodioline et rosiridine) sont parmi les agents actifs supputés de Rhodiola rosea, ces composés étant principalement des polyphénols. Il n'est pas prouvé que ces composés soient susceptibles de prévenir ou réduire les risques de maladie chez l'être humain.
La rosavine étant un dérivé du phénylpropane semble avoir un pouvoir adaptogène, indiqué en cas de situation de stress. L'étude de Rosa DM montre une diminution de la synthèse des hormones de stress (adrénaline et cortisol) et une augmentation du métabolisme énergétique (ATP par les mitochondries).
Ces composés phytochimiques sont en relation spécifique avec les extraits de Rhodiola, il y a d'autres composés tels les anti-oxydants phénoliques, incluant les proanthocyanidines, la  quercétine, l'acide gallique, l'acide chlorogénique et le kaempférol,.
Bien que les tests sur animaux aient montré une variété d'effets bénéfiques des extraits de Rhodiola rosea, il n'y a de preuve scientifique que pour la dépression en ce qui concerne les effets bénéfiques pour l'humain.
Un essai clinique en 2007 en Arménie a montré des effets assez importants d'extrait de Rhodiola en dosage de 340–680 mg par jour chez des femmes et des hommes âgés de 18 à 70 ans étant en état dépressif moyen. Aucun effet secondaire ne fut observé avec ces dosages. Une autre étude a aussi mis en avant des effets antidépresseurs, probablement via l'inhibiteur de monoamine oxydase de MAO-A et MAO-B de la plante.
R. rosea promeut l’activité de la norépinéphrine dans les cellules du muscle lisse du pénis du corpus cavernosum du rat et dans les cellules de l'endothélium des artères, en corrélation avec son effet de résistance à la sénilité.

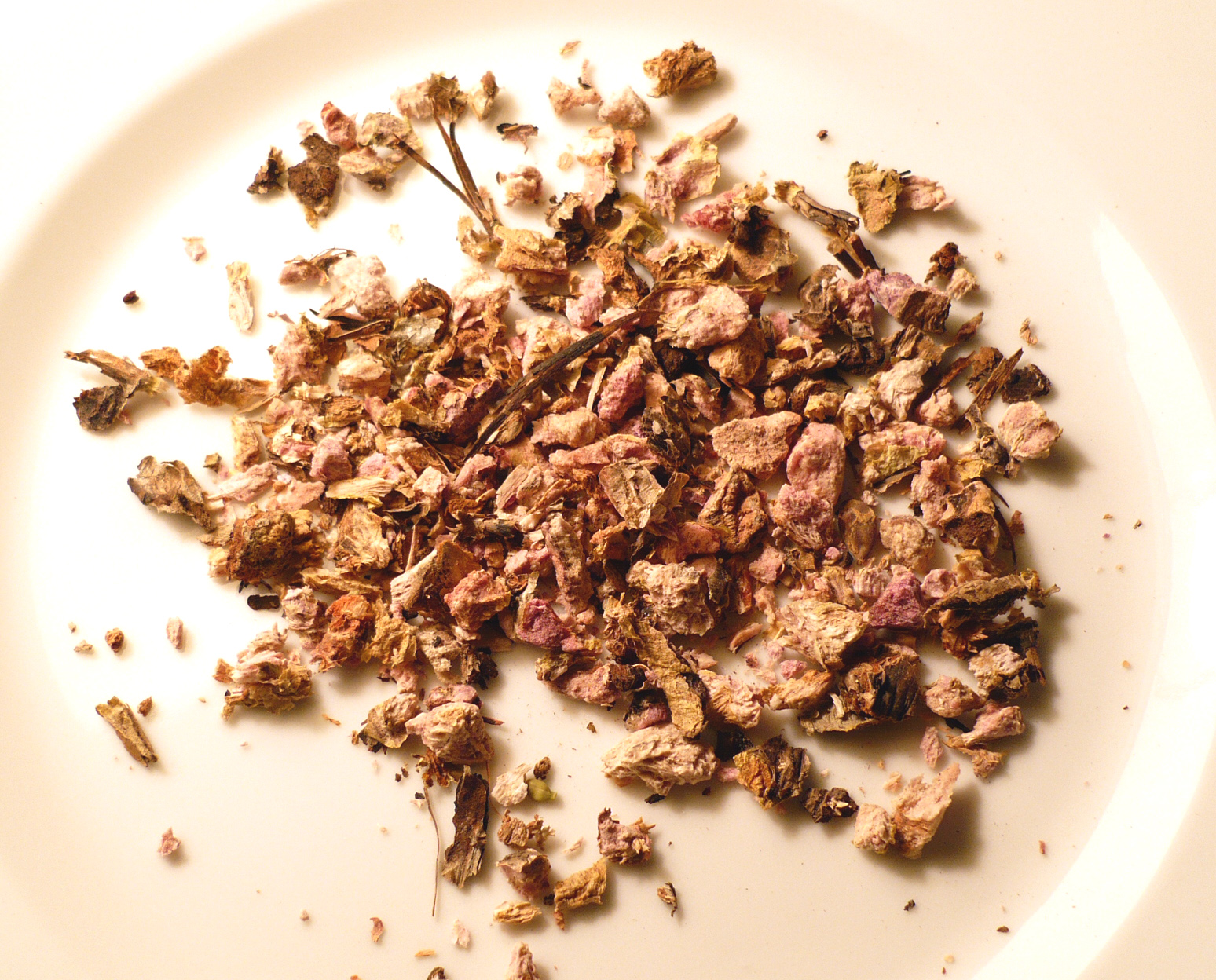
Racine séchée de Rhodiola rosea

Les extraits de Rhodiola rosea ont un effet anti-fatigue qui augmente les performances mentales, particulièrement l’habileté à la concentration chez les sujets sains,, et chez les patients en 'burn out' ayant un syndrome de fatigue. La Rhodiola rosea réduit bien les symptômes de fatigue et améliore l'attention, au bout de quatre semaines de prise. De par son effet stimulant et celui d’interférer avec le sommeil, Rhodiola rosea devrait être prise en début de journée.
Les études relatives à l’efficacité de Rhodiola rosea sur l'augmentation des performances physiques restent non concluantes, avec quelques études montrant des effets bénéfiques, et d'autres montrant l'absence d'effets.
L'inhibition sur l’activité de la protéase HIV-1 a aussi été étudiée.
En phytothérapie, Rhodiola rosea se trouve en gélules sous forme simple ou associée à d'autres plantes ou minéraux aux vertus déstressantes et anti-fatigue, comme le magnésium. Il est important de s'assurer que l'extrait soit titré en principes actifs, la rosavine et le salidroside, garants de l'efficacité des produits.

## Livres
- Richard P. Brown, MD et Patricia L. Gerbarg avec Barbara Graham. The Rhodiola Revolution, Rodale Press, 2004. A discussion of the benefits of Rhodiola rosea.
- Pharmacokinetic Interaction between Losartan and Rhodiola rosea in Rabbits.